# 聯合國安全理事會第97號決議
聯合國安理會第97號決議于1952年1月30日一致通过。决议裁撤常规军备委员会。
决议在没有表决下即通过。